# Stacey Abrams
Stacey Yvonne Abrams (Madison, 9 dicembre 1973) è una politica, avvocato, attivista e scrittrice statunitense, membro della Camera dei rappresentanti della Georgia dal 2007 al 2017. È stata per due volte, nel 2018 e nel 2022, la candidata democratica alla carica di governatore della Georgia, venendo in entrambi i casi sconfitta dal repubblicano Brian Kemp.